# شاه جهان
شهاب‌الدین محمد شاه جهان یا شاه جهان اعظم (۵ ژانویهٔ ۱۵۹۲ – ۲۲ ژانویهٔ ۱۶۶۶) فرزند جهانگیر و پنجمین امپراتور سلسلهٔ گورکانیان هند است که بین سال‌های ‎۱۶۲۷ – ۱۶۵۸ بر بخش بزرگی از شبه‌قارهٔ هند حکومت کرد. وی نیز مانند پدربزرگش اکبر شاه علاقهٔ زیادی برای گسترش امپراتوری خود داشت و در دوران او دولتی بسیار ثروتمند، باشکوه و بزرگ جلوه‌گر شد و در نهایت در سن ۷۴ سالگی از دنیا رفت و اورنگ‌زیب فرزند دیگر ممتاز محل جانشین او شد.

## زندگی‌نامه

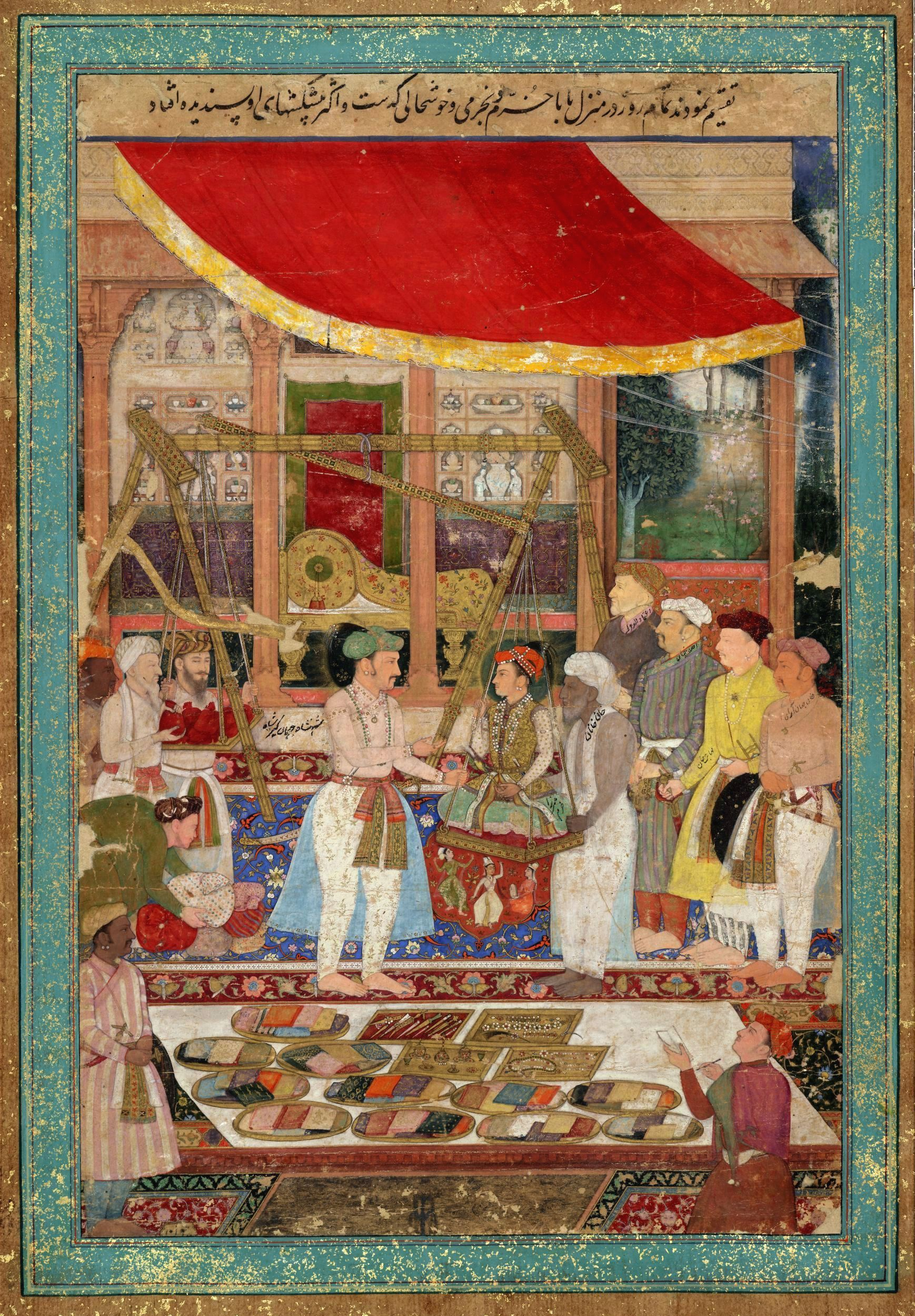
وزن‌کشی شاهزاده خُرم توسط جهانگیرشاه با سکه‌های طلا، نام اثری است از مانوهار داس، از هنرمندان دربار گورکانی، مربوط به اوایل سدهٔ ۱۷ میلادی. این اثر اکنون در موزهٔ بریتانیا نگهداری می‌شود.

بر اساس چاپ جدید کتاب نقش پارسی بر احجار هند، شهاب‌الدین محمد فرزند جهانگیر شاه که به نام شاهزاده خرم شهرت داشت در پانزده سالگی با ارجمند بانو فرزند آصف خان و برادرزادهٔ نورجهان، ازدواج کرد. شاهزاده خرم که مورد بی‌مهری نامادری پرنفوذش نورجهان واقع شده بود، پس از مرگ جهانگیر تنها با کمک آصف خان، پدرزن خود، توانست بر رقبایش پیروز شود و قدرت را به‌دست‌آورد. وی پس از نشستن بر تخت سلطنت با نام «شاه‌جهان» شهرت یافت، همسر او نیز به «ممتاز محل» ملقب شد. او به مدت ۳۱ سال ‎۱۶۲۷ – ۱۶۵۸ فرمانروای هندوستان بود.
شاه جهان مانند پدربزرگش اکبرشاه عاشق هنر و معماری و شعر و ادب فارسی بود و در طول سلطنت خود همانند پدربزرگش علاقهٔ زیادی به تسامح و تساهل مذهبی داشت و عدالت را برای مردم خود برقرار کرد و در دورهٔ او بزرگ‌ترین اقتصاد جهان را هند داشت که از سلسلهٔ چینگ چین پیشه گرفت. هیچ پادشاهی در طول تاریخ هند به اندازهٔ شاه جهان از خود کارهای عظیم معماری و هنری برجای نگذاشته است. در این خصوص تنها کافی است به شاهکار تاج محل و آرامگاه آصف‌الدوله - قلعهٔ آگره و قلعهٔ سرخ دهلی و باغ شالیمار لاهور اشاره کرد که شهرت جهانی دارند. از او فرمان‌هایی زیادی باقی مانده است که همگی به زبان فارسی است اما فرمان او در مورد کشمیر که بر روی سنگی در مسجد سرینگر نیز حک شده است قابل توجه خاصی است زیرا از معدود فرمان‌های اوست که دارای لوح سنگی است.

## ام‍پراتوری
ام‍پراتور عاشق

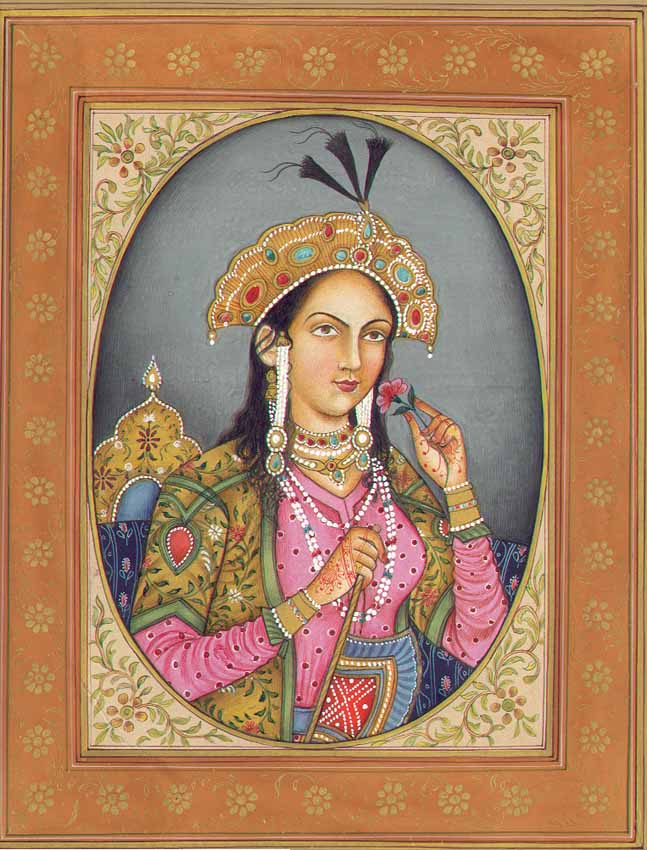
ممتاز محل همسر محبوب شاه جهان

داستان عشق «شاه‌جهان» و «ممتاز محل» بسیار معروف است. شاه‌جهان و ممتاز محل در سال ۱۶۱۲ ازدواج کردند و ۱۸ سال با یکدیگر زندگی کردند و ثمرهٔ این ازدواج ۱۴ فرزند بود که هفت تن از آنان زنده ماندند و بزرگ شدند.
گفته‌اند شاه جهان همسرش، ممتاز محل را بسیار دوست می‌داشت و در همهٔ سفرها حتی سفرهای جنگی نیز او را به همراه خود می‌برد. تقریباً یک سال پس از به سلطنت رسیدن شاه جهان در یکی از این سفرهای جنگی ارجمند بانو که باردار بود سخت دچار درد و کسالت شد. شاه جهان فوراً خود را به او رساند. ممتاز محل پیش از مرگ از شوهرش خواست که پس از وی زنی نگیرد و برای او آرامگاهی بسازد که با آن جاوید بماند. شاه‌جهان هر دو وصیت را با جان و دل اجرا کرد. نوشته‌اند که شدت علاقهٔ شاه‌جهان به همسرش چنان بود که تمامی موی سرش پس از دو سال سفید شد.
امپراتور معمار

تاج محل که توسط شاه جهان ساخته شد

شاه جهان، بیشتر به‌خاطر ساختن آرامگاه پرآوازهٔ تاج محل «بنای مرمرین عشق»، که به یاد و وصیت همسرش ممتاز محل ساخته بود مشهور شده است. در این بنا که جزو عجایب هفتگانهٔ جدید شناخته شده، تأثیر سبک معماری اسلامی و به‌ویژه معماری ایرانی به‌خوبی مشهود است و کمتر سبک هندی در آن احساس می‌گردد. هرچند در بنای این ساختمان اثر هنرمندان ایرانی مانند امانت‌خان شیرازی و محمدخان شیرازی دیده می‌شود و از معماران و هنرمندان مختلف ایرانی، هندی و عثمانی بهره گرفته‌اند اما شخص شاه جهان در طراحی و معماری این بنا نقشی به‌سزا بر عهده داشته است.
مسجد جامع دهلی که در زمان خود و تا مدت‌ها یکی از بزرگ‌ترین مساجد جهان اسلام بود نیز به فرمان شاه جهان ساخته شد. همچنین بناهای قلعهٔ سرخ در دهلی، بخش بزرگی از قلعهٔ آگره، مسجد وزیرخان در لاهور، باغ شالیمار در لاهور، بخش‌هایی از قلعهٔ لاهور، آرامگاه جهانگیر پدرش، مسجد شاه جهان در تهتهٔ پاکستان در دورهٔ او ساخته شد.
امپراتور هنرپرور

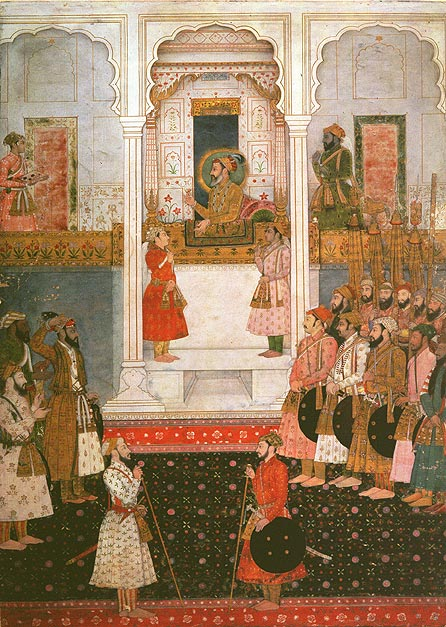
دربار شاه جهان

شاه جهان مردی هنردوست و هنرپرور بود و در عهد وی انواع هنرهای زیبا و سایر هنرها در هند رشد کرد و به‌حد کمال رسید. در دورهٔ او ترکیب هنر ایرانی و هندی و فنون ایرانی در هند رواج پیدا کرد و می‌توان یکی از مظاهر ترکیب این دو تمدن را در عمارت تاج محل به خوبی مشاهده کرد. در تذکره‌ها این پادشاه گورکانی را در زمرهٔ خوشنویسان ذکر کرده‌اند. او که معاصر میرعماد استاد خط نستعلیق بود به قدری به‌خطوط او علاقه داشته که می‌گویند: هر کس برای شاه جهان قطعه‌ای از خط میر به هدیه می‌آورد منصب و شهریهٔ «یکصدی» صله می‌گرفت؛ و حتی پس از قتل میر چند تن از شاگردانش به نام‌های عبدالرشید دیلمی، سید علی نیریزی و عبدالباقی تبریزی به دربار شاه جهان مهاجرت کردند و به آن‌ها لقب «جواهر قلم» و «یاقوت قلم» و غیره اعطا گردید.
صنعت زرگری و جواهرنگاری در دورهٔ شاه جهان به‌حدی رسید که تخت سلطنتی مرصعی به نام تخت طاووس ساخت و در جشن نوروز سال ۱۶۳۵ بر آن تخت جلوس کرد. این تخت گ از شاهکارهای آثار زمان خود بوده و مورد شرح و تفصیل مورخان و شعرای نامی آن زمان قرار گرفته است و بعدها توسط نادرشاه به عنوان غنیمت به ایران آورده شد.
شاه جهان و زنش ممتاز محل هر دو دارای ذوق و قریحهٔ ادبی بودند و از او به‌سبب محیط شعر و ادب مخصوصاً فارسی که در دستگاه و دربار او وجود داشت حکایات و نوادر و مناسب‌خوانی و بدیهه‌سرایی نقل می‌کنند که کمال ذوق و فرهنگ این شاه و ملکه را می‌رساند. بر اثر هنرپروری و ذوق و قریحهٔ شاه جهان بوده است که شعرای برجستهٔ ایرانی به دربار هند مهاجرت می‌کرده‌اند. از جمله آن‌ها صائب تبریزی است که شعر او در دربار شاه جهان ارج و قربی داشت و قصیده‌ای در تاریخ جلوس شاه جهان سروده است. همچنین ابوطالب کلیم همدانی یا کاشانی در نزد شاه جهان و دربار او مقام والایی داشت. محمدقلی سلیم طهرانی در عهد این پادشاه از ایران به هند مهاجرت کرد و در نزد نواب اسلام خان وزیر اعظم معزز و محترم می‌زیست. قدسی مشهدی که لقب ملک‌الشعراء شاه جهان را داشت. دربار شاه جهان زمینهٔ بسیار مستعدی جهت پرورش زبان و ادبیات فارسی بود. در عهد همین شاه ترکیب و پیوند دو زبان هندی و فارسی که در قرن چهارم هجری در لاهور شروع شده بود در قرن یازدهم به‌حد کمال رسید.
دربارهٔ علاقهٔ شاه و ملکه به زبان فارسی داستان‌های متعددی گفته‌اند از جمله این‌که شاه جهان روزی این مصراع را گفت:
| آب از هوای روی تو می‌آید از فرسنگ‌ها |

و ملکه ممتاز محل بی‌درنگ جواب داد:
| وز هیبت شاه جهان سرمی‌زند بر سنگ‌ها |

همین‌طور فرزندان شاه جهان، شاهزاده محمد داراشکوه و جهان‌آرا بیگم و روشن‌آرا بیگم که تحت تأثیر محیط شعر و ادب فارسی دربار قرار گرفته بودند شاعران و هنرمندان و هنرپرورانی ارجمند بودند. همچنین داراشکوه و شاه شجاع را در شمار خوشنویسان مطرح خط نستعلیق آورده‌اند.

## خلع از سلطنت

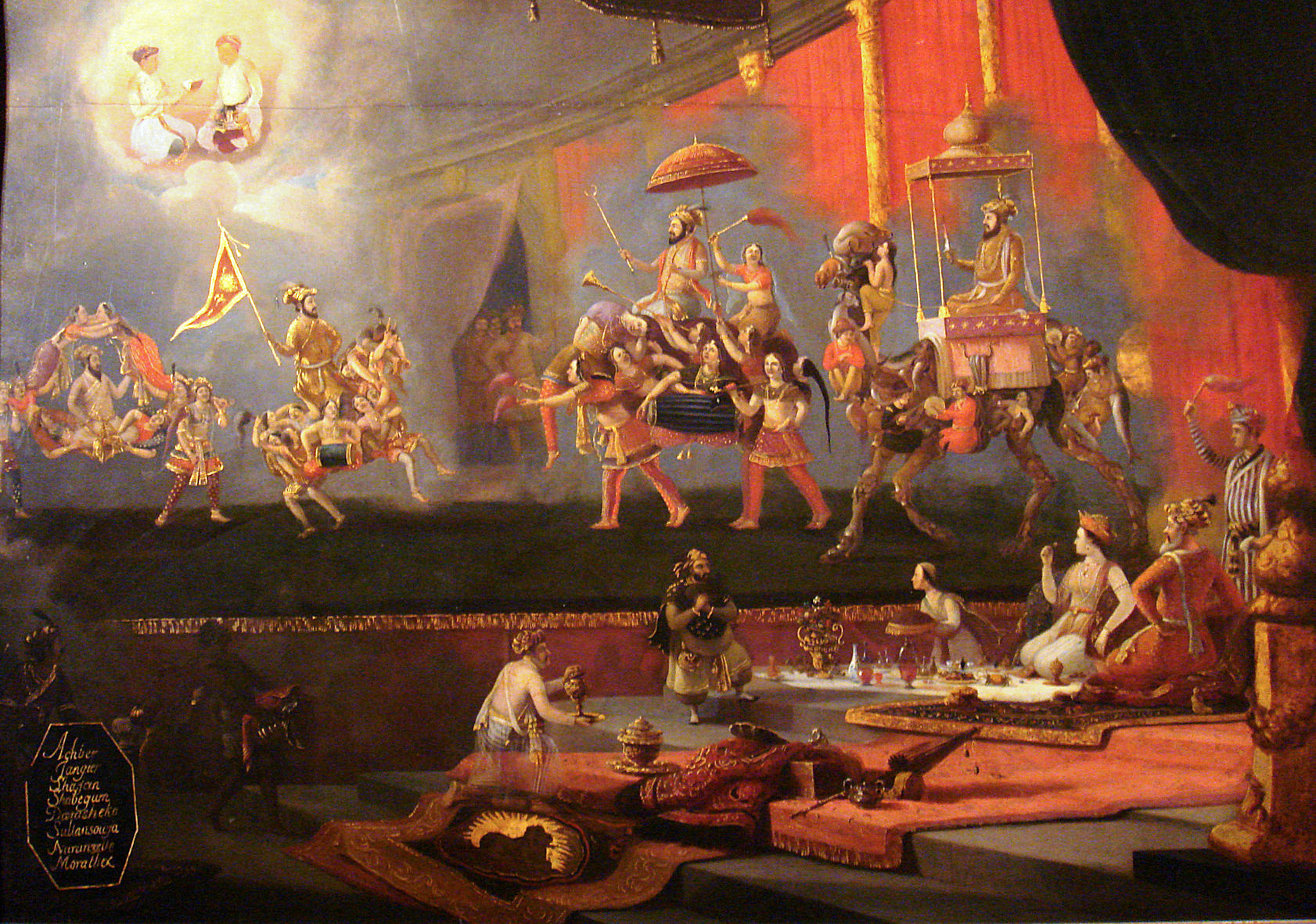
شاه جهان و چهار پسرش، اثر نقاش هلندی ویلم شلینکس اواخر سدهٔ ۱۷ میلادی.

شاه جهان چهار پسر به نام‌های دارا شکوه، شاه شجاع، مراد بخش و اورنگ‌زیب داشت. او در ۱۶۵۸ سخت بیمار شد و میان فرزندانش رقابتی خونین برای تصاحب تاج و تخت درگرفت. داراشکوه پسر بزرگ‌تر به‌طور طبیعی جانشین پدر شناخته می‌شد. اما پس از درگیری‌های فراوان اورنگ‌زیب بر برادران پیشی گرفت و شاه جهان را که بهبود یافته بود در قلعهٔ آگره به محاصره درآورد و زندانی کرد؛ سپس به‌جای پدر بر تخت نشست. اورنگ‌زیب که بر برادرانش پیروز شد آنان را کشت و سنت تساهل و تسامح که توسط اکبر شاه برقرار شده بود را به‌کلی زیر پا گذاشت و در برپایی قوانین شریعت اصرار ورزید.
شاه جهان پس از ۸ سال حبس خانگی و بیماری که توسط دخترش جهان‌آرا بیگم پرستاری می‌شد در ژانویهٔ ۱۶۶۶ درگذشت؛ و در کنار ارجمند بانو و در تاج محل دفن شد.

## نوشتهٔ روی قبر

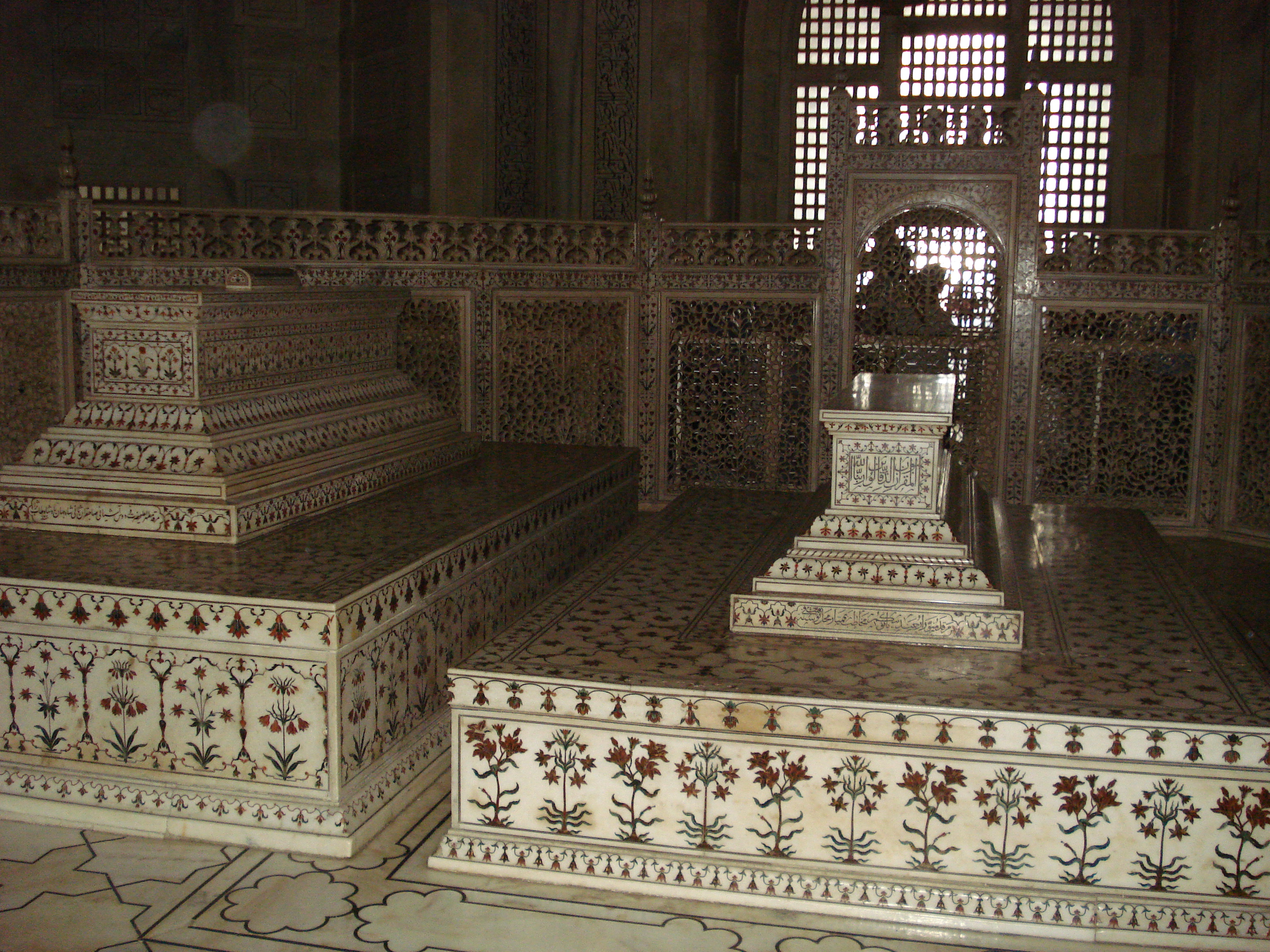
سنگ قبر ارجمند بانو

درون آرامگاه یا درگاه تاج محل دو قبر وجود دارد که با سنگ مرمر یکپارچه تزئین شده است. کنار سنگ مرمر قبر سمت راست به خط نستعلیق فارسی نوشته شده است:
- مرقد منور ارجمندبانو بیگم مخاطب به ممتاز محل متوفی سنه…

کنار سنگ مرمر چپ نوشته شده:
- مرقد مطهر اعلیحضرت فردوس آشیانی صاحبقران ثانی شاه جهان طاب ثراه سنه ۱۰۷۶ ق

این شیوهٔ نوشتن در قبرهای دورهٔ صفوی و قاجاری نیز دیده می‌شود.

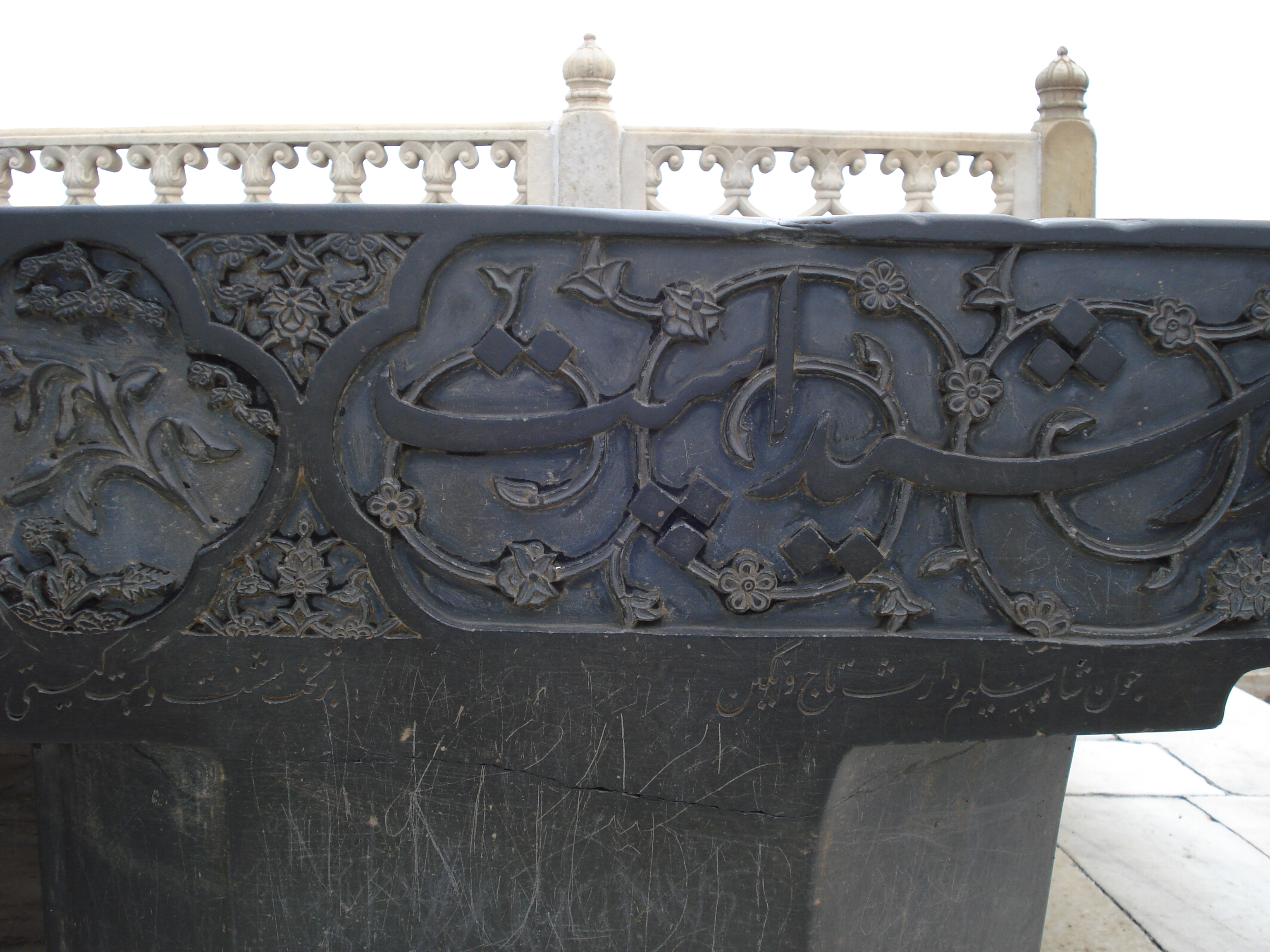
سنگ سیاه عزاداری برای مرگ ارجمند بانو همسر شاه

## نگارخانه

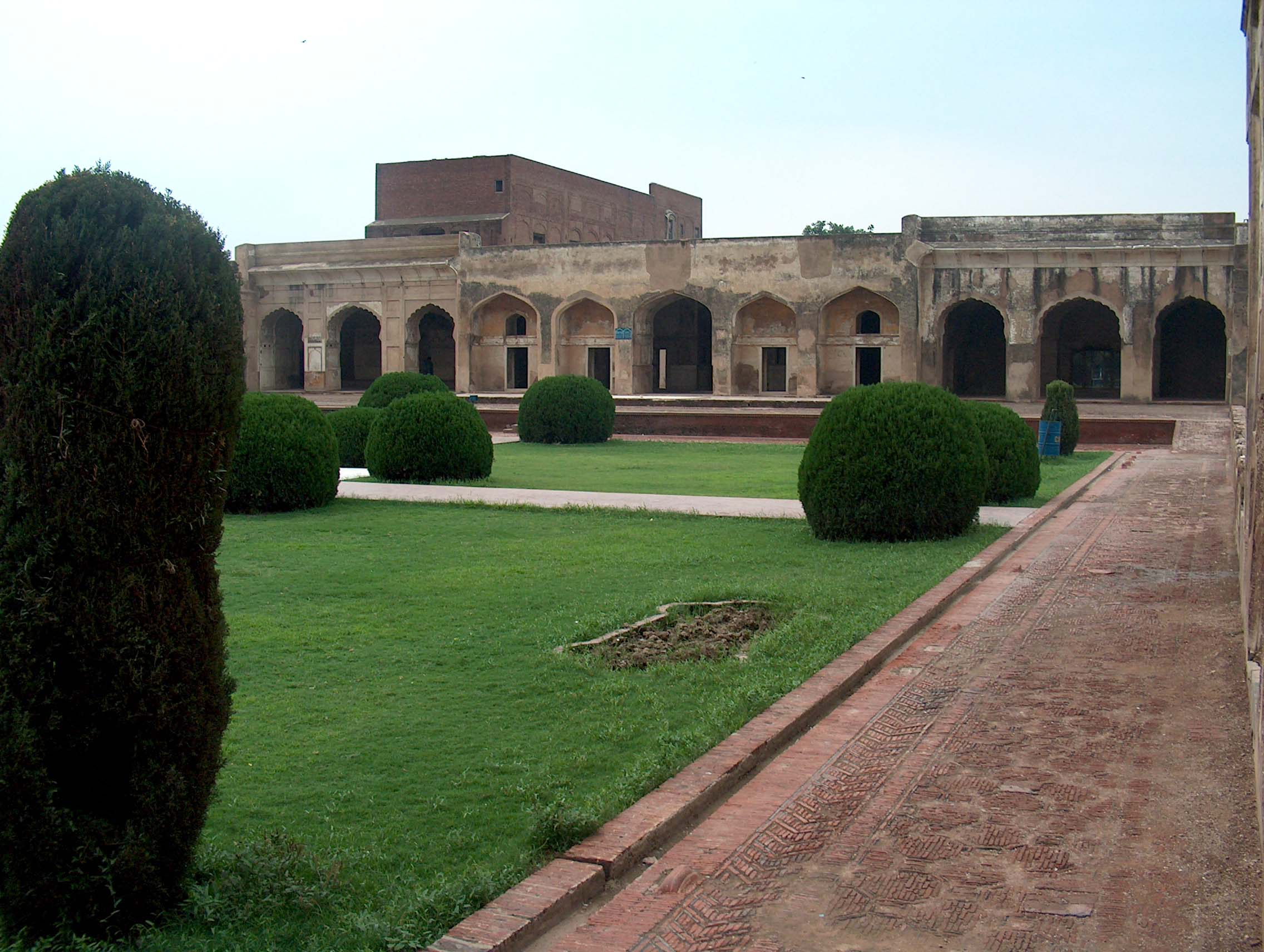
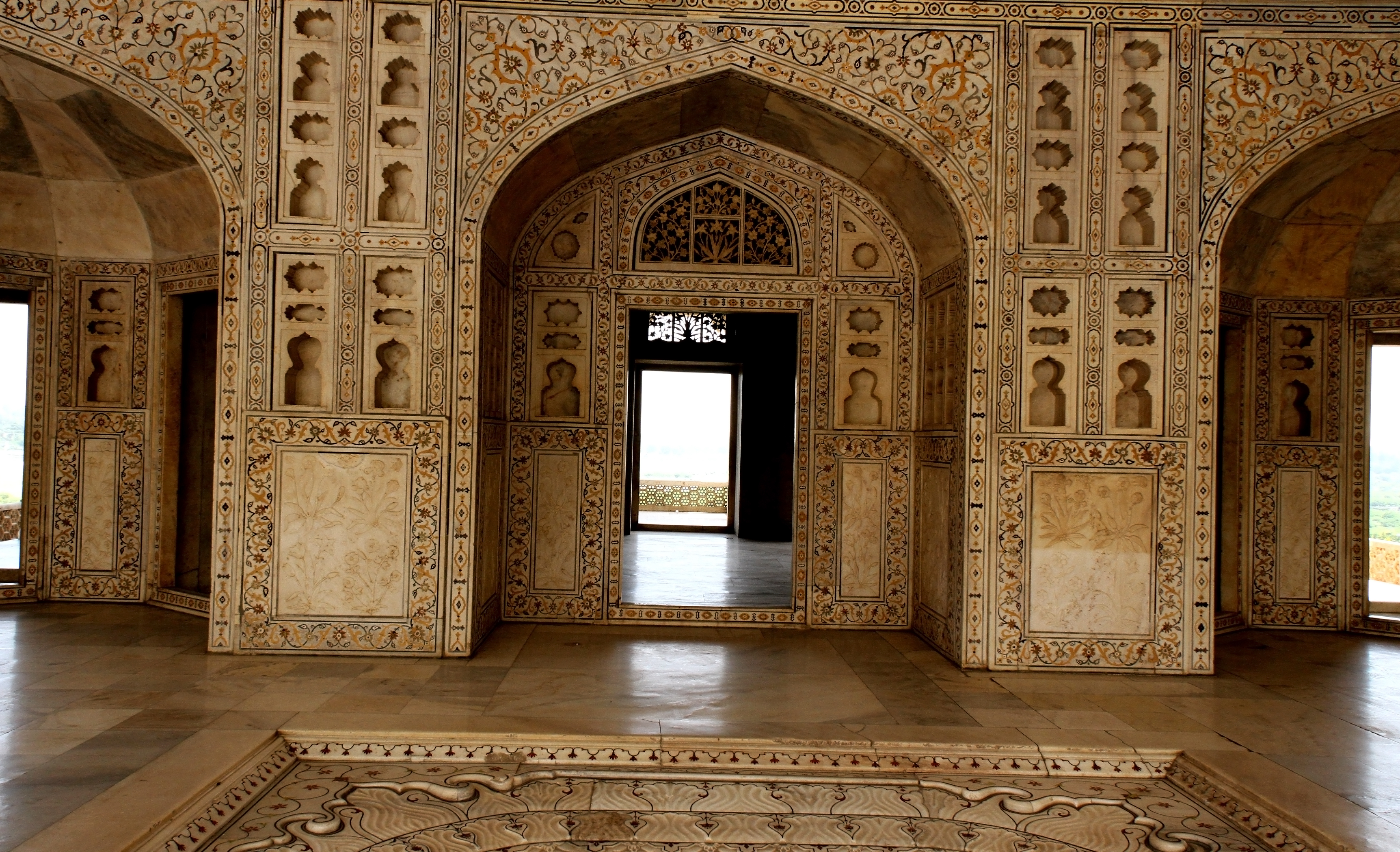
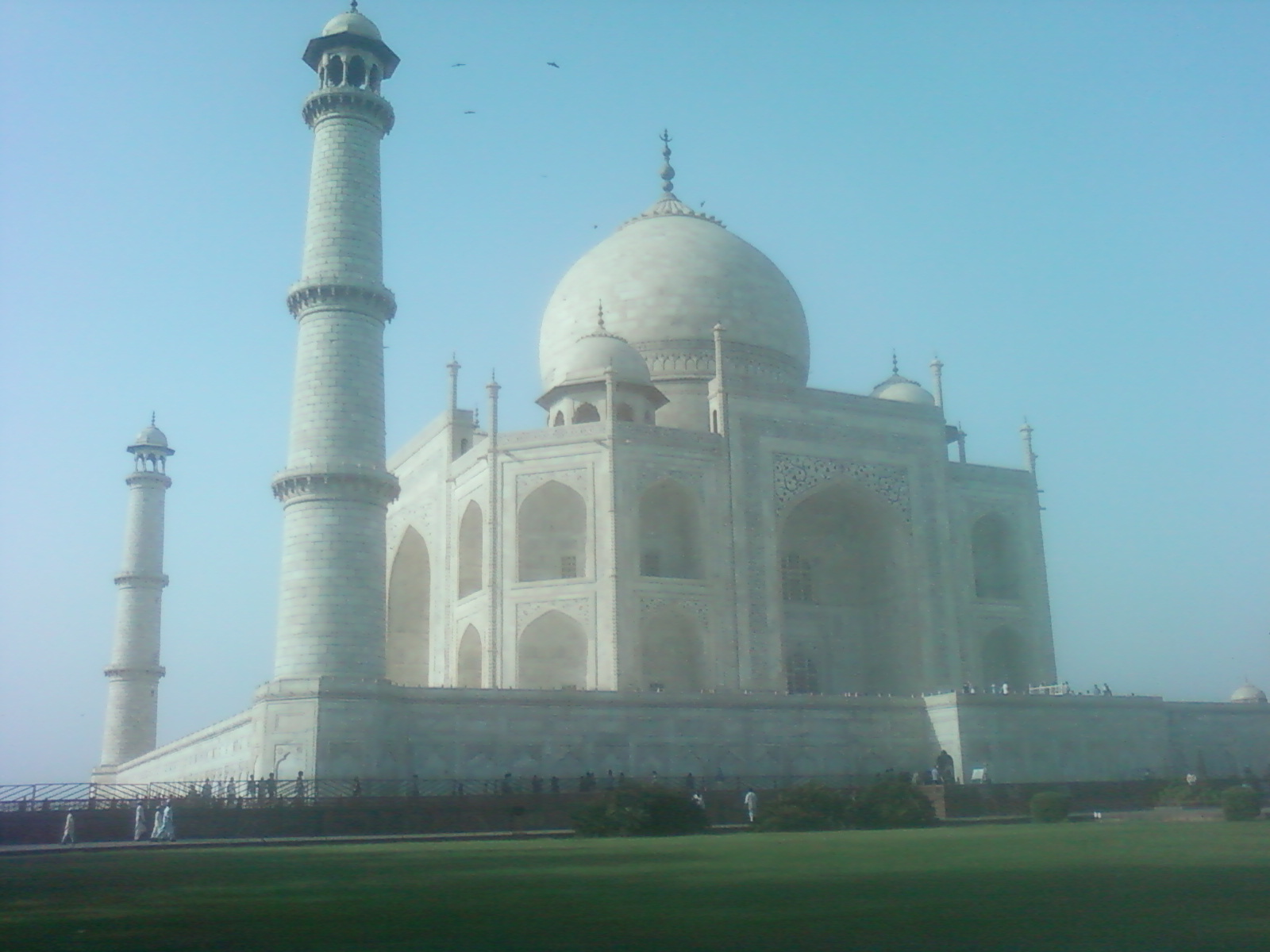
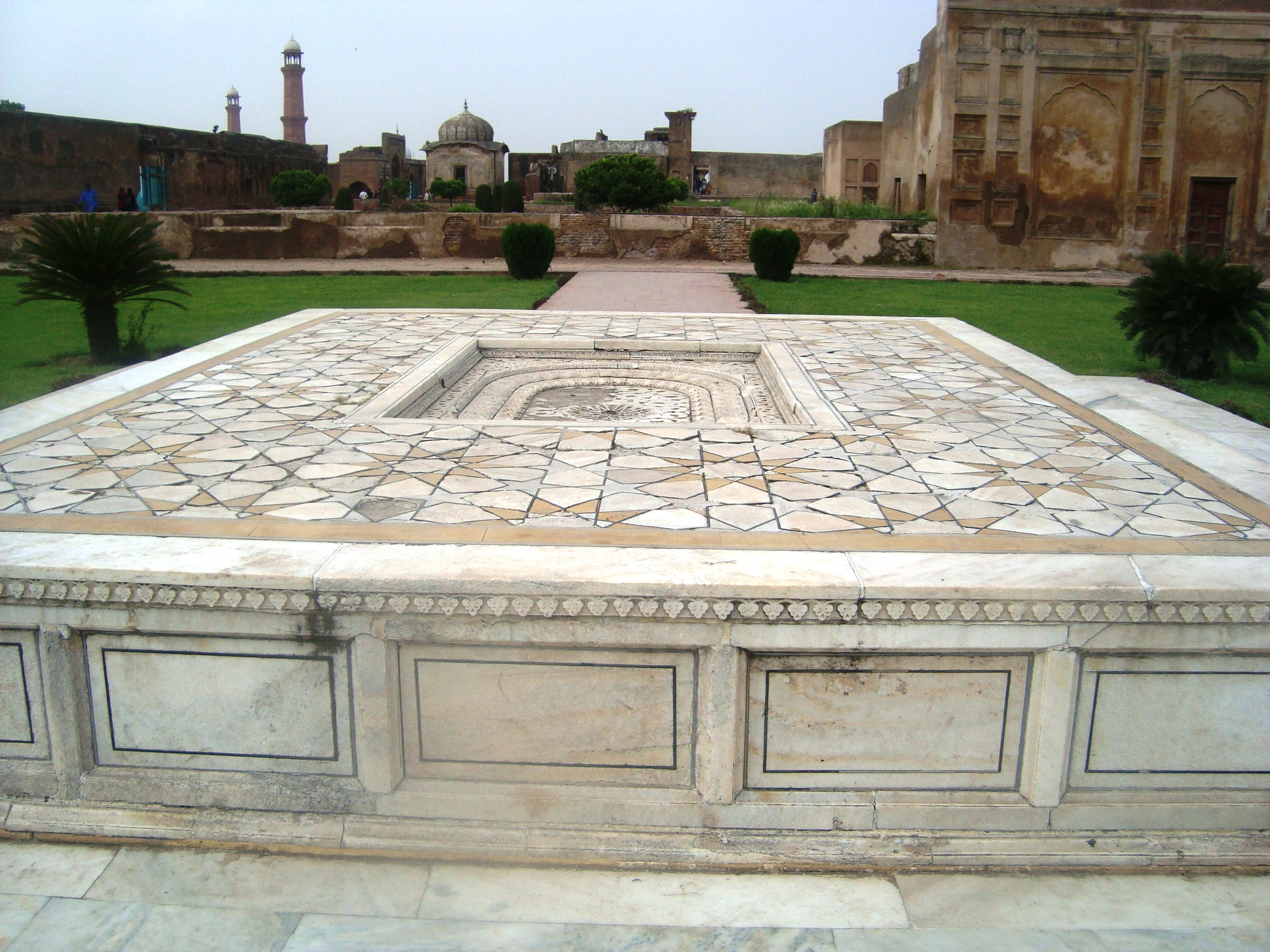
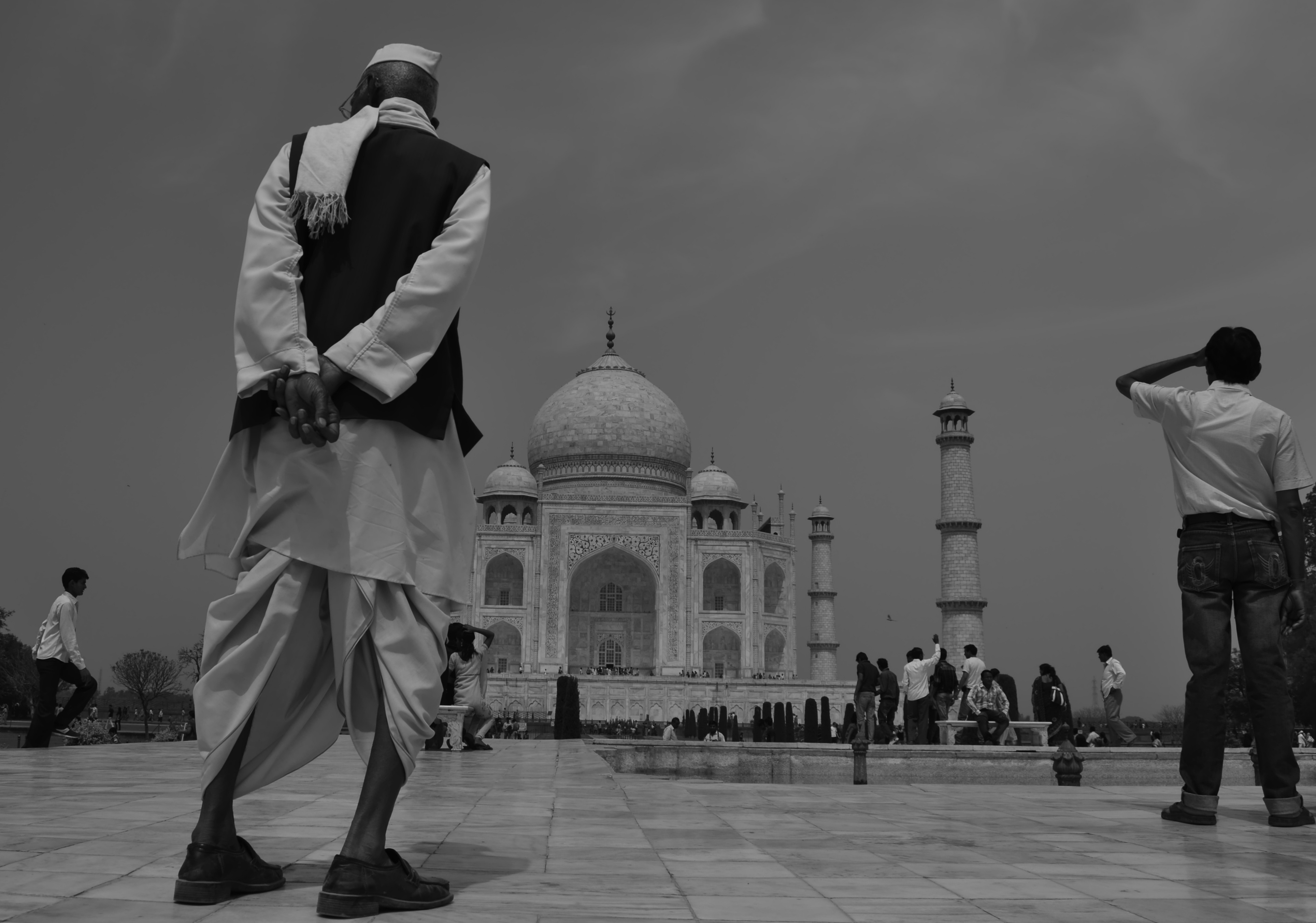
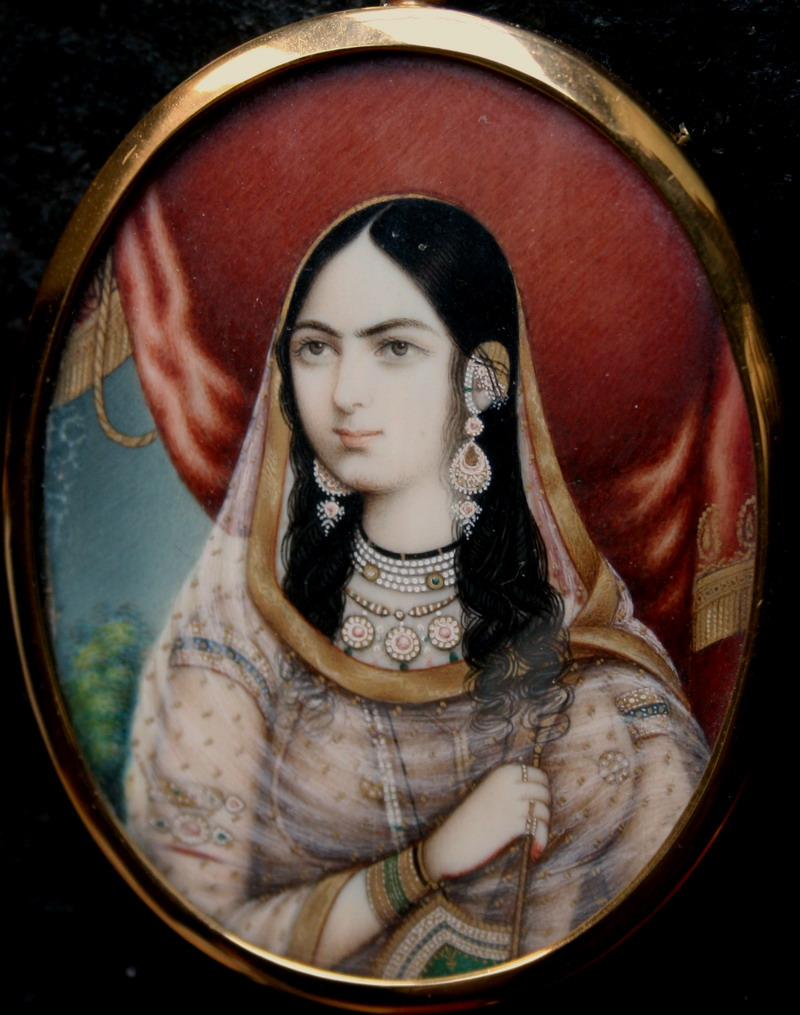
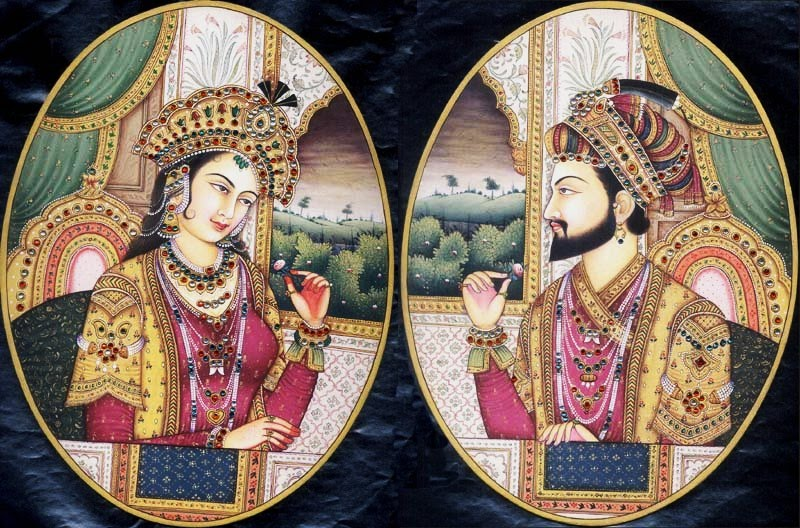
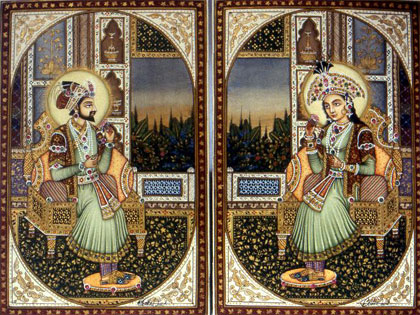
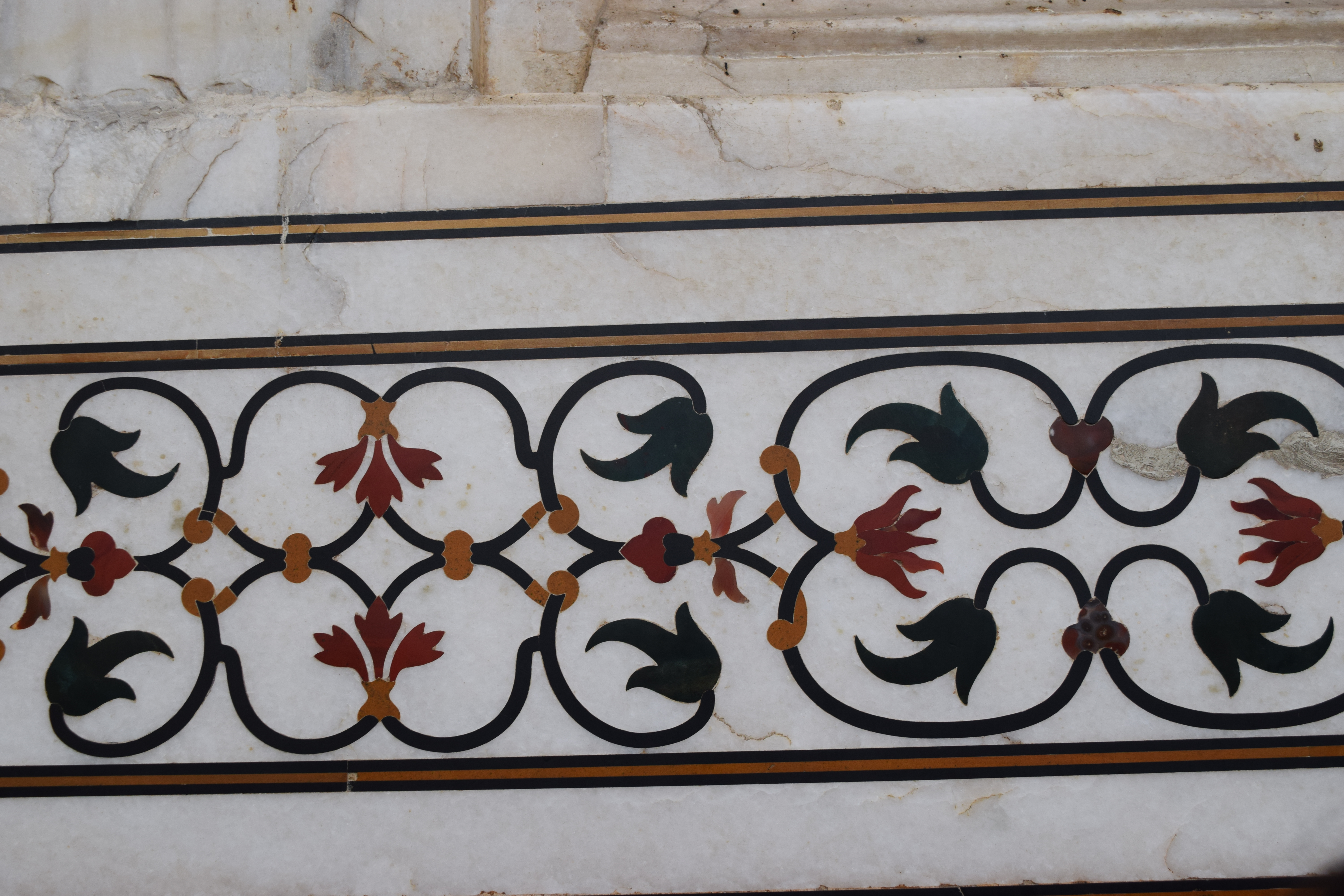

## فرزندان
| نام                        | تصویر | دوران                          | توضیحات |
| -------------------------- | ----- | ------------------------------ | --- |
| پرهیز بانو بیگم            |       | ۲۱ اوت ۱۶۱۱ - نوامبر ۱۶۷۵      | تنها فرزند شاه جهان از همسر اولش قندهاری بیگم، او هرگز ازدواج نکرد. |
| حورالنساء بیگم             |       | ۳۰ مارس ۱۶۱۳–۵ ژوئن ۱۶۱۹       | اولین فرزند شاه جهان و ملکه ممتاز محل بود. |
| جهان‌آرا بیگم (پادشاه بیگم) |       | ۲۳ مارس ۱۶۱۴–۱۶ سپتامبر ۱۶۸۱   | دومین فرزند شاه جهان و ملکه ممتاز محل. او بعد از مرگ مادرش مقام پادشاه بیگم را کسب کرد و در زمان جنگ برای تاج و تخت او از برادرش داراشکوه حمایت کرد. او هرگز ازدواج نکرد.                        |
| دارا شکوه                  |       | ۲۰ مارس ۱۶۱۵–۳۰ اوت ۱۶۵۹       | اولین پسر شاه جهان از ملکه ممتاز محل بود. او تا سال ۱۶۵۸ ولیعهد سلطنت بود. او از سال ۱۶۵۷ به نبرد با برادران خود برای جانشینی تاج و تخت پرداخت و در نهایت به دست برادرش اورنگ‌زیب اسیر و کشته شد. |
| شاه شجاع                   |       | ۲۳ ژوئن ۱۶۱۶–۷ فوریهٔ ۱۶۶۱      | پسر دوم شاه جهان و ملکه ممتاز محل بود. او به نبرد با برادرانش پرداخت در نهایت در جنگ با اورنگ‌زیب کشته شد.                                                                                        |
| روشن‌آرا بیگم (پادشاه بیگم) |       | ۳ سپتامبر ۱۶۱۷–۱۱ سپتامبر ۱۶۷۱ | دختر سوم شاه جهان و ملکه ممتاز محل بود. او در نبرد برای جانشینی از طرفداران اورنگ‌زیب بود و بعد از پادشاهی او لقب پادشاه بیگم را کسب کرد. او هرگز ازدواج نکرد.                                    |
| جهان‌افروز میرزا            |       | ۲۵ ژوئن ۱۶۱۸ - مارس ۱۶۱۹       | تنها پسر شاه جهان و همسر سومش عزالنساء بیگم بود. |
| اورنگ‌زیب                   |       | ۳ نوامبر ۱۶۱۸–۳ فوریهٔ ۱۷۰۷     | ششمین امپراتور گورکانی بود. او در نبرد جانشینی پیروز شد و تمام برادرانش را از میان برداشت. |
| ایزد بخش                   |       | ۱۸ دسامبر ۱۶۱۸ - فوریهٔ ۱۶۲۱    | پسر شاه جهان و ملکه ممتاز محل در کودکی فوت شد. |
| ثریا بانو بیگم             |       | ۱۰ ژوئن ۱۶۲۱–۲۸ آوریل ۱۶۲۸     | دختر شاه جهان و ملکه ممتاز محل او در کودکی فوت شد. |
| یک پسر                     |       | ۱۶۲۲                           | او بعد از تولد فوت شد. |
| مراد بخش                   |       | ۸ اکتبر ۱۶۲۴–۱۴ دسامبر ۱۶۶۱    | پنجمین پسر شاه جهان و ملکه ممتاز محل. او در سال ۱۶۵۷ وارد جنگ جانشینی نشد اما به دست اورنگ‌زیب اسیر و بعداً کشته شد.                                                                               |
| لطف‌الله میرزا              |       | ۴ نوامبر ۱۶۲۶–۱۳ مه ۱۶۲۸       | پسر شاه جهان و ملکه ممتاز محل. او در کودکی فوت شد. |
| دولت‌افزا                   |       | ۸ مه ۱۶۲۸–۱۳ مه ۱۶۲۹           | پسر شاه جهان و ملکه ممتاز محل که در کودکی فوت شد. |
| حسن‌آرا بیگم (روشن‌رای بیگم) |       | ۲۳ آوریل ۱۶۲۹ - بعد از ۱۶۸۸    | دختر شاه جهان و ملکه ممتاز محل. او در نبرد جانشینی از برادر خود شاه شجاع طرفداری کرد. او هرگز ازدواج نکرد.                                                                                       |
| گوهرآرا بیگم               |       | ۱۷ ژوئن ۱۶۳۱–۱۷۰۶              | دختر کوچک شاه جهان و ملکه ممتاز محل. بعد از تولد او مادرش فوت شد. او در زمان نبرد جانشینی از برادرش مراد میرزا طرفداری کرد. او هرگز ازدواج نکرد.                                                 |
| نظرآرا بیگم                |       |                                | |

## یادداشت
1. ↑  ۲۰ ربیع‌الاول ۱۰۰۰ ه‍. ق
2. ↑  ۱۶ رجب ۱۰۷۶ ه‍. ق
3. ↑  ‎‎۱۰۳۷ – ۱۰۶۸ه‍. ق
4. ↑  ‎۱۰۳۷ – ۱۰۶۸ ه‍. ق
5. ↑  ۱۰۴۴ ه‍. ق
6. ↑  رمضان ۱۰۶۷ ه‍. ق
7. ↑  ۱۰۷۶ ه‍. ق